# Porta Flumentana

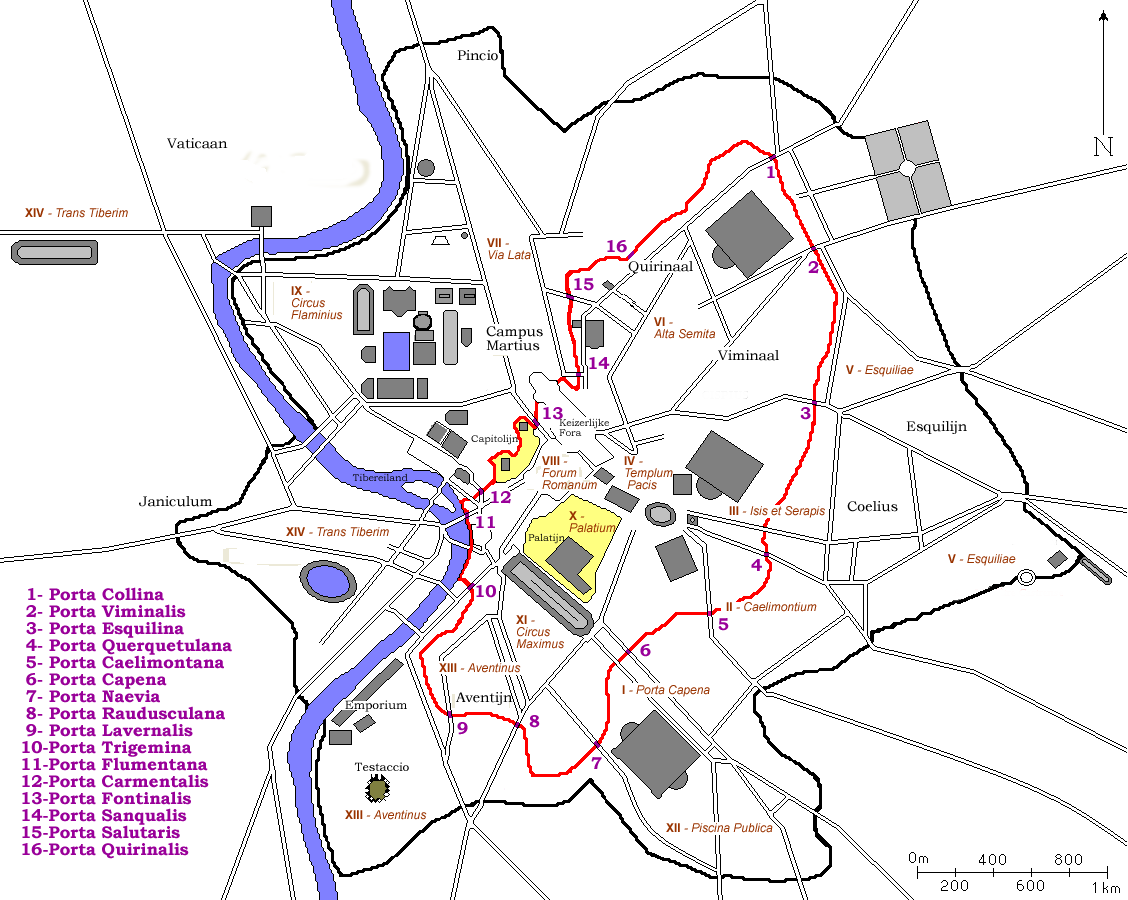
De Servische Muur en zijn stadspoorten

De Porta Flumentana was een stadspoort in de Muur van Servius Tullius in het Oude Rome.
De poort stond op het Forum Boarium bij de brug van de Vicus Tuscus over de Tiber. De exacte locatie is niet meer bekend, maar waarschijnlijk stond de poort net ten noorden van de Tempel van Portunus, bij de houten brug waarover de Via Aurelia de stad binnenkwam. Deze houten brug werd in 179 v.Chr. vervangen door een stenen, de Pons Aemilius, maar mogelijk was de poort en deze sectie van de muur toen al afgebroken. Uit teksten van Cicero blijkt dat de poort in de 1e eeuw v.Chr. zeker niet meer bestond en van de architectuur is dan ook niets bekend gebleven. Er zijn geen restanten van de Porta Flumentana teruggevonden.
Porta Collina · Porta Viminalis · Porta Esquilina · Porta Querquetulana · Porta Caelimontana · Porta Capena · Porta Naevia · Porta Raudusculana · Porta Lavernalis · Porta Trigemina · Porta Flumentana · Porta Carmentalis · Porta Fontinalis · Porta Sanqualis · Porta Salutaris · Porta Quirinalis